# Biologiolympiaden
Biologiolympiaden eller fullständigt Internationella Biologiolympiaden (engelska International Biology Olympiad, IBO) hade premiär 1990 och är en årlig internationell tävling för gymnasister, som tävlar i att lösa biologiska problem och genomföra biologiska experiment. IBO är en av de internationella vetenskapsolympiaderna.
Varje deltagande land i biologiolympiaden skickar upp till fyra deltagare som uttagits i någon form av nationell kvalificeringstävling. Under olympiaden tävlar deltagarna under två tävlingsdagar, en praktisk och en teoretisk. Gränserna är dock något flytande, såväl den praktiska som den teoretiska delen kan omfatta exempelvis analys av genetisk information; den definitiva skillnaden är snarast att den teoretiska endast omfattar flervalsfrågor, medan den praktiska kräver utförligare redovisning.
De senaste åren har olympiaden arrangerats på följande platser:
- 1997, Asjchabad, Turkmenistan
- 1998, Kiel, Tyskland
- 1999, Uppsala, Sverige
- 2000, Antalya, Turkiet
- 2001, Bryssel, Belgien
- 2002, Riga och Jūrmala, Lettland
- 2003, Minsk, Vitryssland
- 2004, Brisbane, Australien
- 2005, Beijing, Kina
- 2006, Río Cuarto, Argentina
- 2007, Saskatoon, Kanada
- 2008, Mumbai, Indien
- 2009, Tsukuba, Japan
- 2010, Changwon, Sydkorea
- 2011, Taipei, Taiwan
- 2012, Singapore
- 2013, Bern, Schweiz
- 2014, Bali, Indonesien
- 2015, Århus, Danmark
- 2016, Hanoi, Vietnam
- 2017, Coventry, Storbritannien
- 2018, Teheran, Iran
- 2019, Szeged, Ungern
- 2022, Jerevan, Armenien

2020 och 2021 hölls ingen tävling på grund av covid-19-pandemin. Istället hölls den s. k. IBO Challenge, en onlinetävling som kunde genomföras trots de reserestriktioner de flesta länderna införde.

## Svenska resultat[1]
- År 2003 nådde Sverige sitt bästa resultat någonsin, med en silvermedalj och två bronsmedaljer
- År 2004 och 2005 gick det lite sämre; en bronsmedalj i vardera tävlingen
- År 2006 fick Sverige sin tredje IBO-silvermedalj; dock fick man ingen bronsmedalj denna gång
- År 2007 tog det svenska landslaget två bronsmedaljer
- År 2009 valde hälften av det ursprungliga laget att istället åka på den mer prestigefyllda Fysikolympiaden. Trots detta tog Sverige både brons- och silvermedalj
- År 2010 tog det svenska laget en silvermedalj och två bronsmedaljer
- År 2011 valde trean in den svenska uttagningen att delta i Fysikolympiaden. Trots detta tog det svenska laget fyra bronsmedaljer
- År 2012 tog det svenska laget en bronsmedalj
- År 2013 tog det svenska laget en silvermedalj och en bronsmedalj
- År 2014 tog det svenska laget en silvermedalj
- År 2015 tog det svenska laget tre bronsmedaljer
- År 2016 tog det svenska laget en bronsmedalj
- År 2017 tog det svenska laget tre bronsmedaljer
- År 2018 tog det svenska laget två bronsmedaljer
- År 2019 tog det svenska laget en silvermedalj och två bronsmedaljer
- År 2022 tog det svenska laget en silvermedalj och två bronsmedaljer